# Chicken Chaser
Chicken Chaser er en amerikansk stumfilm fra 1914 af Roscoe "Fatty" Arbuckle.

## Medvirkende
- Roscoe 'Fatty' Arbuckle
- Gordon Griffith